# Бакинська вулиця (Київ)
Баки́нська ву́лиця — вулиця в Шевченківському районі міста Києва, місцевість Сирець. Пролягає від вулиці Ольжича до Петропавлівської вулиці. 
Прилучаються вулиці Ічкерська, Полянська та Верболозна, провулки Бакинський, Академіка Івахненка і Полянський.

## Історія
Вулиця відома з 1-ї половини XX століття як незабудована дорога, мала назву 2-й Каза́рменний прову́лок (назву Каза́рменний прову́лок також мала розташована неподалік вулиця Рилєєва). Сучасну назву вулиця отримала 1955 року на честь міста Баку.

## Установи та заклади
- № 12 — загальноосвітня школа № 199
- Бакинська 11 - Дім Молитви МСЦ ЄХБ

## Зображення

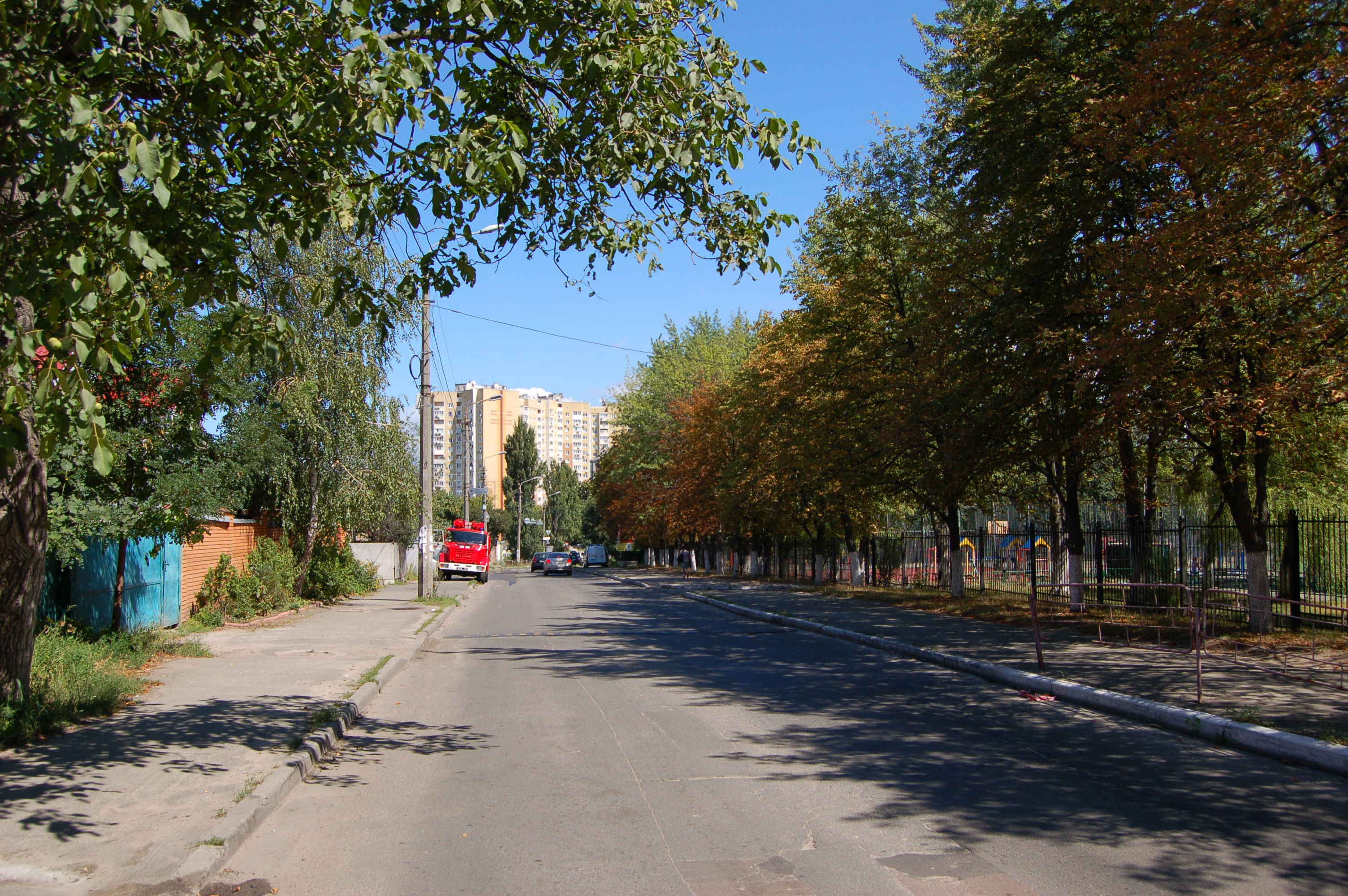
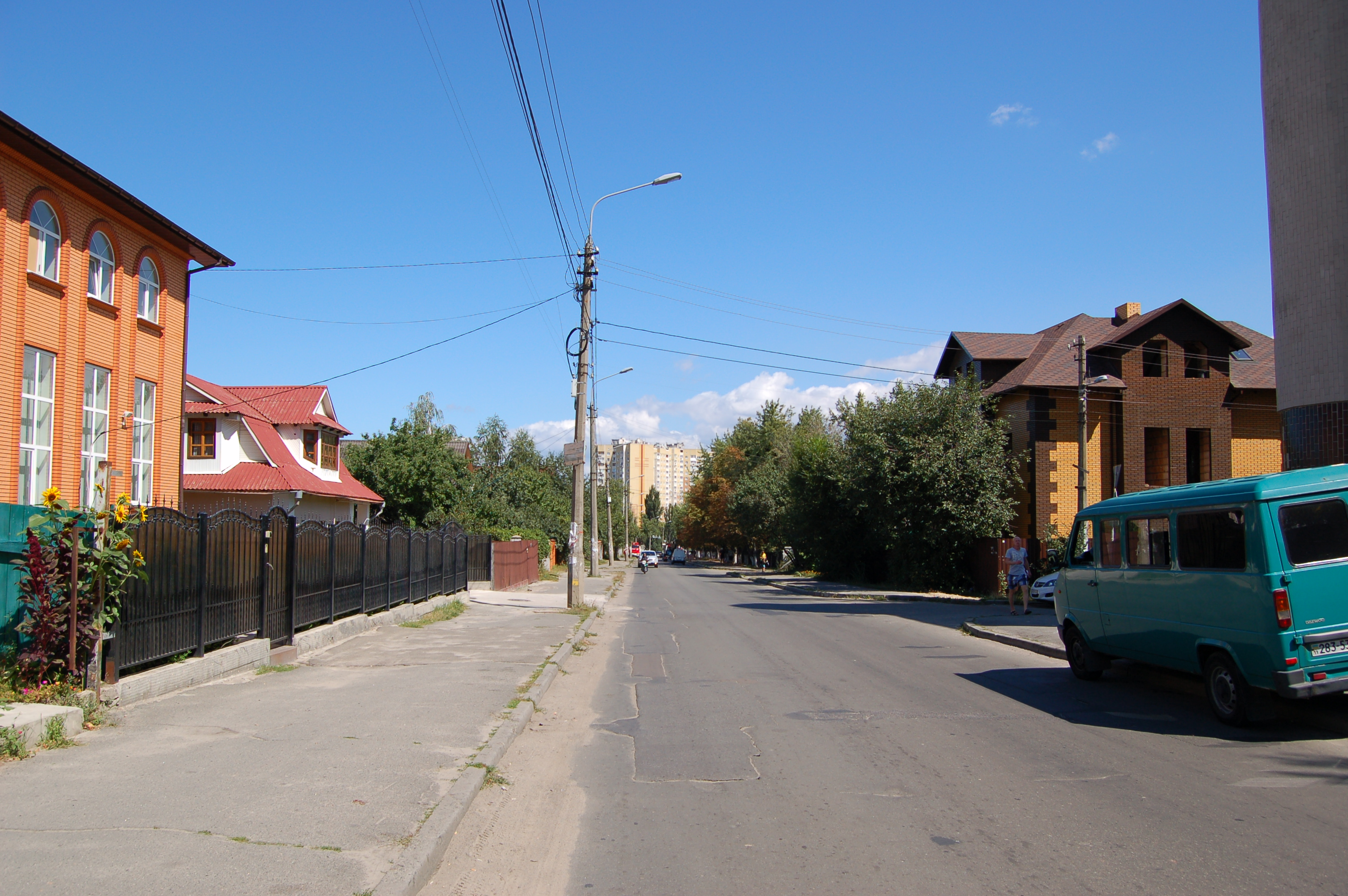
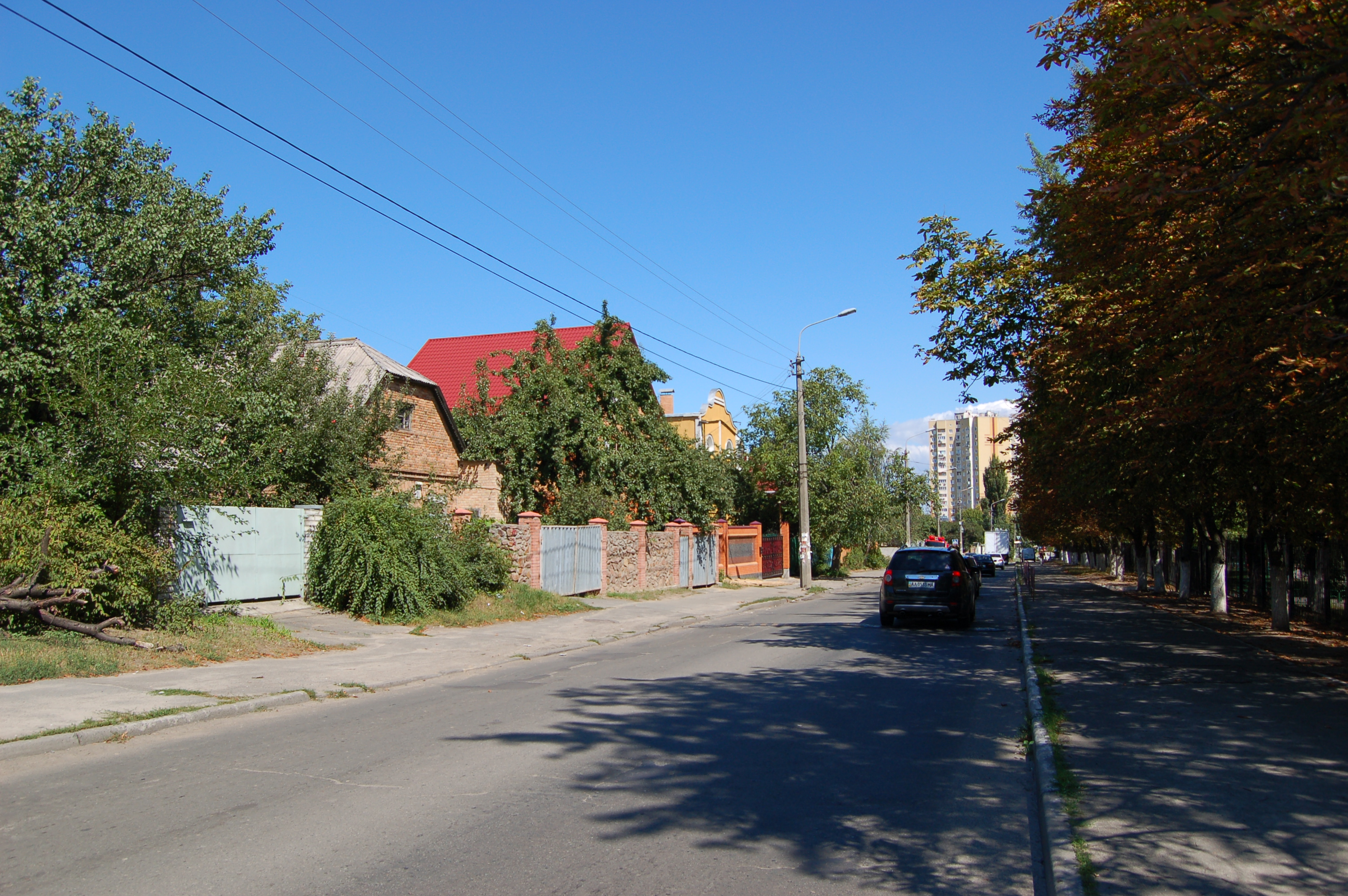